# Rossz társaság
A Rossz társaság (eredeti cím: Bad Company) 2002-ben bemutatott cseh–amerikai akcióvígjáték, melynek rendezője Joel Schumacher, producere Jerry Bruckheimer. A főbb szerepekben Chris Rock és Anthony Hopkins látható.
A 2001. szeptember 11-ei terrortámadásokhoz való kapcsolódása miatt vált híressé. Többek között ez volt az utolsó nagyszabású produkció, amelyet az egykori Világkereskedelmi Központban forgattak. Cselekménye, amely évekkel a támadások előtt íródott, különböző szerb–balkáni szélsőségesekről szól, akik – köztük egy afganisztáni férfivel – New Yorkban terveznek egy nagyszabású merényletet.
Megjelenési dátumát a 2001 végi időpontról 2002 nyarára tették át, hasonlóan több más, terrorizmushoz vagy erőszakos bűncselekményekhez kapcsolódó projekthez, köztük Az igazság nevében című filmhez. Az Amerikai Egyesült Államokban 2002. június 7-én mutatták be a mozikban.

## Cselekmény
Gaylord Oakes (Hopkins) és Kevin Pope (Rock) CIA-ügynökök egy fegyverkereskedő lebuktatásán dolgoznak. Amikor megpróbálják csapdába csalni Kevint, ő megmenekül, azonban rövid időn belül meghal, Oakes életét megmentve. Oakes a küldetés sikeres befejezésére törekszik, ám hirtelen érdekes információra bukkan. Kevinnek van egy ikertestvére, Jake Hayes, akiről ő maga nem tudott, de mindketten más-más családban nőttek fel. A CIA azonnal elindul a másik testvér felkutatására. Jake Hayes azonban teljesen más, mint néhai ikertestvére. Jake (Rock) szélhámos és nem igazán él példás életet.
A derbijegyeket áruló Jake megtudja, hogy barátnője (Washington) Seattle-be készül, volt barátjához megy dolgozni. A férfi megpróbálja ezt megakadályozni, de nem jár sikerrel. Oakes odamegy és elmagyarázza Jake-nek, mi történt. Jake-et megpróbálják Kevinhez hasonlatossá formálni, elsajátíttatva vele egy új idegen nyelvet, egy új beszédstílust, valamint egy számára idegen kultúrát. Amikor a dolgok balul sülnek el, Jake barátnőjét elrabolják, így Jake-re és Oakes-re vár egy nagy közös balhé.

## Szereplők
| Színész           | Szerep                                              | Magyar hang      |
| ----------------- | --------------------------------------------------- | ---------------- |
| Anthony Hopkins   | Gaylord Oakes CIA ügynök                            | Reviczky Gábor   |
| Chris Rock        | Jake Hayes / Kevin Pope CIA ügynök / Michael Turner | Görög László     |
| Peter Stormare    | Adrik Vas                                           | Vass Gábor       |
| Gabriel Macht     | Seale CIA ügynök                                    | Dózsa Zoltán     |
| Kerry Washington  | Julie Benson                                        | Gubás Gabi       |
| Garcelle Beauvais | Nicole                                              | Bognár Gyöngyvér |
| Matthew Marsh     | Dragan Ađanić                                       | Koncz István     |
| Dragan Micanovic  | Michelle `A Kalapács` Petrov                        | Tóth Roland      |
| John Slattery     | Roland Yates                                        | László Zsolt     |
| Michael Ealy      | G-Mo                                                |                  |
| Shea Whigham      | Wells CIA ügynök (stáblistán nem szerepel)          |                  |
| Charlie Day       | drogos (stáblistán nem szerepel)                    |                  |

## A film készítése
A Rossz társaságot részben Prágában forgatták. A jelenetet, amelyben a bőröndbomba átadására került sor, a Chotěšovi apátságban vették fel.

## Bemutató és bevételi adatok
Eredetileg 2001. december 25-én került volna a mozikba, de a 2001. szeptember 11-i támadások miatt a film bemutatását elhalasztották, tekintettel arra, hogy a film egy New York-i terrortámadásról szólt.
A film nem tudta visszahozni költségvetését a mozikasszáknál, mindössze 30 160 161 dollárt gyűjtött az Egyesült Államokban és 35 817 134 dollárt más területeken, így világszerte összesen 65 977 295 dollárt termelt.

## Filmzene
A hip-hop, alternatív és R&B számokat tartalmazó filmzene 2002. június 4-én jelent meg a Hollywood Records kiadásában. A Billboard 200-as listán a 98., a Top R&B/Hip-Hop Albums listán pedig a 11. helyen végzett.

## Fordítás
- Ez a szócikk részben vagy egészben  a   Bad Company (2002 film) című angol Wikipédia-szócikk fordításán alapul.  Az eredeti cikk szerkesztőit annak laptörténete sorolja fel. Ez a jelzés csupán a megfogalmazás eredetét és a szerzői jogokat jelzi, nem szolgál a cikkben szereplő információk forrásmegjelöléseként.